# میثم زمان‌آبادی
میثم زمان آبادی (زاده ۱۵ فروردین ۱۳۵۸ در تهران) روزنامه‌نگار ورزشی و مجری و کارشناس برنامه‌های تلویزیونی است. میثم زمان آبادی دبیرکل انجمن نویسندگان، خبرنگاران و عکاسان ورزشی ایران بوده و سال های ۱۳۹۲(اجلاس و انتخابات در کویت) ۱۳۹۶ (اجلاس و انتخابات درمالزی) و ۱۴۰۱ (اجلاس و انتخابات درایتالیا) هر دوره برای مدت چهار سال به عنوان نایب رئیس اتحادیه نویسندگان، خبرنگاران و عکاسان آسیا انتخاب شده است.

## فعالیت‌های تلویزیونی
اجرای برنامه‌های ورزش از نگاه دو و جام از نگاه دو (در ایام جام جهانی ۲۰۱۴ برزیل) و تاک شوهای تلویزیونی خط قرمز و خوبی از خودتونه از جمله برنامه‌های او در شبکه دو صدا و سیمای ایران بوده‌است. او تنها مجری ایرانی است که سابقه مصاحبه‌های تلویزیونی با چهره‌های شاخص فوتبال دنیا از جمله لوتهار ماتئوس، میشائیل بالاک، رود گولیت، خوان سباستین ورون، کافو، جرزینهو، زیکو، لازارونی، بولاتی، یوری ژورکائف، کریستین ویری، فابیو کاناوارو و ببتو را در تلویزیون دارد.

## سوابق روزنامه‌نگاری
سردبیر ورزشی خبرگزاری‌های ایسنا، ایلنا، ایپنا، سایت‌های خبری ایرانیوز و انتخاب و روزنامه‌های پاس جوان و همشهری ورزشی
مشاور سرپرست وزارت ورزش و جوانان